# Tin Srbić
Tin Srbić (Zagreb, 11 de setembro de 1996) é um ginasta artístico croata, medalhista olímpico.

## Carreira
Srbić participou dos Jogos Olímpicos de Verão de 2020 em Tóquio, onde participou da prova de barra fixa, conquistando a medalha de prata após finalizar a série com 14.900 pontos.